# Thank You (Led Zeppelin-låt)
Thank You är en låt skriven av Robert Plant och Jimmy Page, som släpptes av gruppen Led Zeppelin på albumet Led Zeppelin II 1969. Singeln släpptes den 22 oktober 1969.